# Anders Almgren (politiker)
Anders Roger Almgren, född 20 mars 1968 i Råsunda församling i Stockholms län, är en svensk politiker (socialdemokrat).  
År 1990 flyttade Anders Almgren till Lund för att studera till civilingenjör vid Lunds Tekniska Högskola (LTH). Almgren blev politiker på heltid 2006 och efterträdde då Lennart Prytz som efter valet 2006 slutade som kommunalråd. Från 2006 till 2014 var Almgren oppositionsråd och kommunstyrelsens 2:e vice ordförande.
Under mandatperioden 2014–2018 var Almgren ordförande för kommunstyrelsen i Lunds kommun. Den 25 oktober 2018 fick Almgren lämna posten som kommunstyrelsens ordförande för att ännu en gång bli oppositionsråd och 2:e vice ordförande i kommunstyrelsen under mandatperioden 2018–2022. Enligt uppgifter från Sydsvenska dagbladet är Anders Almgren tjänstledig från byggkoncernen Skanska.